# Wenzel Scholz

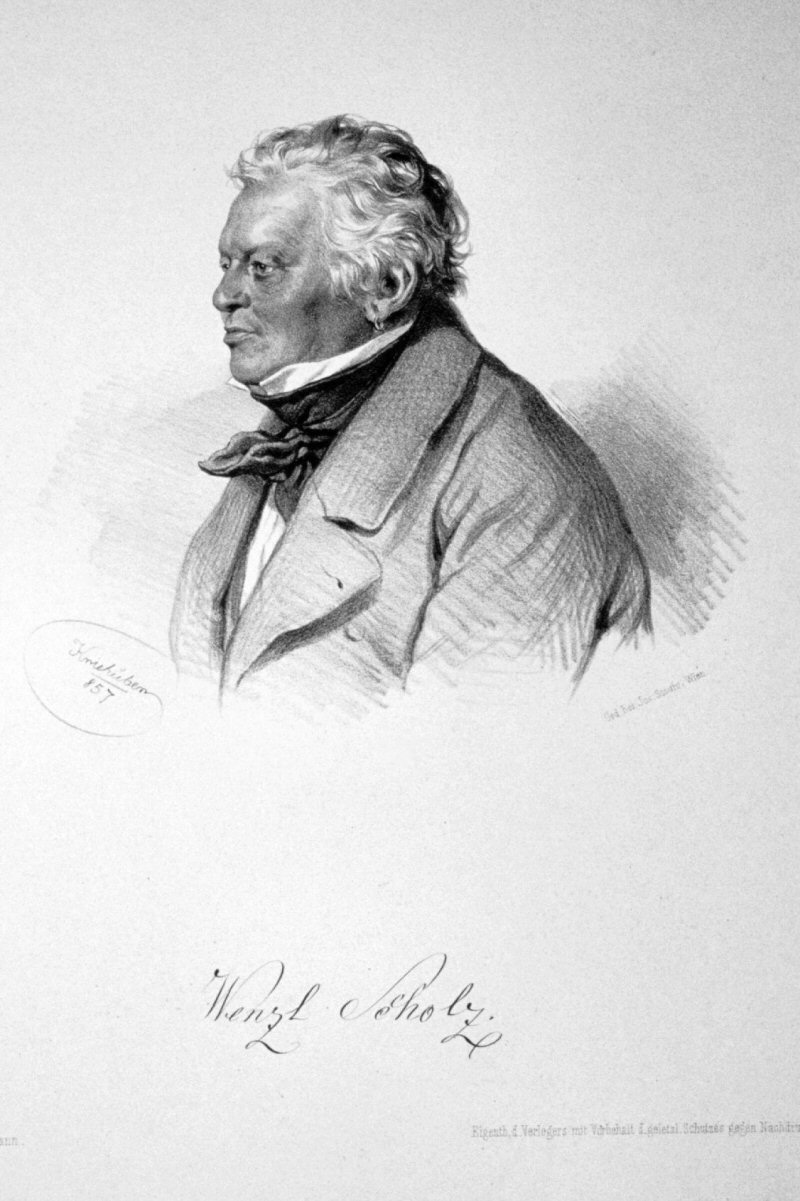
Wenzel Scholz, Lithographie von Joseph Kriehuber, 1857

Wenzel Johann Scholz, auch Wenzislaus Johann Scholz, eigentlich Wenzel von Plümeke (* 28. März 1787 in Innsbruck, nach anderen Quellen in Brixen; † 5. Oktober 1857 in Wien) war ein österreichischer Schauspieler in Laibach, Klagenfurt, Graz und in Wien vor allem des Alt-Wiener Volkstheaters, der insbesondere als kongenialer Partner von Johann Nestroy in dessen Possen und Lustspielen bekannt wurde.

## Herkunft
In vielen Biografien wird Maximilian Scholz (1744–1834) als Vater angegeben. Sein Vater aber war der Schauspieler Leopold Scholz (1748–1826), der möglicherweise ein Bruder oder naher Verwandter des Maximilians war. Der Irrtum resultiert womöglich daraus, das beide Scholz eine geborene Tilly zur Frau hatten.

## Anfänge
Scholz war ein Schauspielerkind, dessen Talent schon frühzeitig gegen den ihm aufgezwungenen Beruf eines Kaufmanns protestierte.
Er debütierte 1811 mit 24 Jahren in der Theatertruppe seiner Mutter in der Rolle des Truffaldino in Friedrich Schillers „Turandot“ und trat dann vorwiegend in Laibach und Klagenfurt auf. Im März 1815 wurde er für mehrere Wochen ans Hofburgtheater nach Wien verpflichtet, sein Debüt war der Traugott in August von Kotzebues Schauspiel „Bruderzwist oder die Versöhnung“. Da seine Fähigkeiten nicht erkannt wurden und er „bald das Drückende der vornehmen Atmosphäre“ fühlte, wurde er zum „Kasperl“, wie sein Vater strafend ausrief. Als Scholz erkannte, dass er zum Komiker im Lokalfach bestimmt war, verließ er das Burgtheater im September 1815 und gastierte am Theater in der Leopoldstadt. Da er dort trotz guter Kritiken nicht engagiert wurde, kehrte er nach Klagenfurt zurück, wo er bis 1819 vorwiegend in Chargen- und Episodenrollen und als jugendlicher Komiker wirkte, mit großem Erfolg aber auch schon einige seiner späteren Wiener Glanzrollen gab. Scholz verbrachte die nächsten Jahre bei verschiedenen Theatertruppen, mit denen er durch die österreichische Provinz in der Steiermark und in Kärnten tingelte. 1819 gelang es ihm, für sieben Jahre Ensemble-Mitglied am Theater in Graz zu werden, wo er als Komiker in Kasperl-, Thaddädl- und Staberl-Rollen auftrat.
1826 ging Scholz mit 39 Jahren wieder nach Wien ins Engagement ans Theater in der Josefstadt, wo seine erste Rolle der Truffaldino in Carlo Goldonis Der Diener zweier Herren war. Ab Mai 1827 trat er am Theater an der Wien auf und gefiel Publikum und Kritik als Staberl in Adolf Bäuerles Die Bürger in Wien. Der endgültige Durchbruch zum beliebten Volkskomiker gelang Wenzel Scholz 1826 in der Rolle des Klapperl in Karl Meisls „Die schwarze Frau“, einer Parodie, in der er mit einer grotesk-drastischen Erscheinung mit Blähhals und „keiner Stimme“ das Publikum zur Raserei brachte und laut Zeitzeugen nach einem Nonsens-Couplet bis zu zehnmal auf der Bühne erscheinen musste, um weiteren „Galimathias“ (franz. Ungereimtes, Unsinn) zum Besten zu geben. Seine Beliebtheit „steigerte sich bald bis zur Anbetung“ (Alexander von Weilen, Allgemeine Deutsche Biographie 1891).

## Scholz und Nestroy

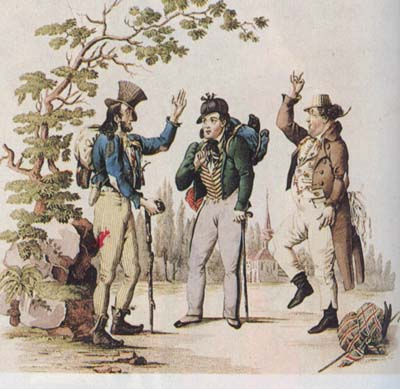
Johann Nestroy mit Carl Carl und Wenzel Scholz in “Der böse Geist Lumpazivagabundus” (1834)

Wenzel Scholz und Johann Nestroy als Nationalgardisten auf der Ferdinandsbrücke während der März-Revolution von 1848

Direktor Carl Carl transferierte Scholz ans Theater an der Wien, wo er ab 1831 der Partner Johann Nepomuk Nestroys wurde. Von 1832 bis 1852 spielte Scholz am Leopoldstädter Theater (ab 1847: Carltheater). Die vielen großen Erfolge des berühmten Duos entstanden dadurch, dass Nestroy viele Rollen sich und seinem Partner Scholz auf den Leib schrieb. Scholz’ äußere Erscheinung, eine untersetzte Gestalt, ein rundes, meist unbewegtes Gesicht mit flinken, munteren Augen und sein meist phlegmatisches Temperament, das im Kontrast zu Nestroy stand, trugen hauptsächlich zur komischen Wirkung seines Spiels bei. Die Konstellation Scholz/Nestroy kann mit berühmten Komikerpaaren wie Arlecchino und Pantalone in der Commedia dell’arte und später Karl Valentin und Liesl Karlstadt oder Laurel und Hardy verglichen werden.
Berühmt wurde das Zusammenspiel von Scholz und Nestroy in Der böse Geist Lumpacivagabundus (1833) mit Wenzel Scholz als Schneider Zwirn, Direktor Carl Carl als Tischler Leim und Nestroy als Schuster Knieriem als „liederliches Handwerker-Kleeblatt“, aber auch in Nestroys Eulenspiegel-Bearbeitung (1835), in Hutmacher und Strumpfwirker (1837), als Herr von Lips und Schlosser Gluthammer in Der Zerrissene (1844), als Diener Johann und Kleidertandler Damian in „Zu ebener Erde und erster Stock“ (1835), als Friseur Schlankel und Kleiderputzer Hutzibutz in Das Haus der Temperamente (1837), als Vater und Sohn Pfrim in Höllenangst, in Unverhofft (1845), Der Unbedeutende (1846, Rolle: Intrigant Puffmann), Der Schützling (1847), als Holofernes in Judith und Holofernes (1849) und als Dorfbader Gabriel Brunner in Kampl (1852).
In Nestroys Dialogentwürfen sind die Hauptfiguren gewöhnlich mit N. und Sch. bezeichnet, den Anfangsbuchstaben von Nestroy und Scholz.
Besonders für die Rollen dummer, tölpelhafter Bediensteter war Scholz wie geschaffen, etwa als phlegmatischer Gärtnergehilfe Plutzerkern in Nestroys Der Talisman (1840) oder als Hausknecht „Melchior“ (eine Rolle, die Nestroy für Scholz geschrieben hatte) in Einen Jux will er sich machen (1842), der stupide immer den Satz wiederholt: „Das is’ klassisch!“ In einer Kritik vom 14. Juli 1842 über ein Gastspiel dieses Stückes in Prag hieß es: „Nestroys langjähriger Partner Wenzel Scholz gibt den Melchior. Die Rolle des fetten, trägen, dummen Hausknechts, der sich schneckenartig über die Bühne bewegt, keine Miene verzieht und alles ‚klassisch‘ findet, ist ihm auf den Leib geschrieben. Ein größerer Gegensatz zum schnellen, hektischen Nestroy ist kaum denkbar, die Komik ergibt sich nicht zuletzt aus diesem Umstand.“
Besonders neben Nestroys schneidender Ironie war die ursprüngliche Harmlosigkeit von Scholz unentbehrlich, der quecksilbernen Technik Treumanns stellte er seine gutmütige Ruhe entgegen. „Johann Nestroy und Wenzel Scholz schienen sich in die Erbschaft des Hanswurst getheilt zu haben: alle Schärfe und Beweglichkeit fiel Nestroy zu, alles Breite und Behagliche kam auf Scholz. Nestroy mußte sich seinen Erfolg stets erringen, Scholz hatte schon gewonnen, wenn er erschien. Scholz war ein Vertreter der zuständlichen, duldenden, Nestroy ein Repräsentant der thätigen, der angreifenden Komik“ (Speidel).
Das Stück Eulenspiegel oder Schabernack über Schabernack schrieb Nestroy 1835 für seinen Freund Wenzel Scholz. Bemerkenswert dabei ist, dass Nestroy die Titelrolle nicht selbst spielte, sondern sich einen „Dicken“ für den Eulenspiegel aussuchte, er selbst behielt sich die Rolle des einfältig scheinenden Knaben Natzi vor, der ein Vorläufer des Willibald in Die schlimmen Buben in der Schule ist.
Ein humoristisches Gemälde von 1848 zeigt Scholz und Nestroy als ungleiches „Nationalgardisten-Paar“, Milizen, die zu Beginn der Revolution von 1848 in Wien von den Revolutionären aufgestellt wurden. Das Bild war eine Anspielung auf das politische Intermezzo Nestroys während der Revolution, das sich in seiner Posse mit Gesang Freiheit in Krähwinkel niederschlug, die die Ereignisse der Märzrevolution zum Hintergrund hatte und in der Nestroy und Scholz gemeinsam auftraten.
Nestroys Posse in einem Akt „Die Fahrt mit dem Dampfwagen“ wurde am 5. Dezember 1834 „zum Vortheile“ (also als Benefizvorstellung) seines Freundes Wenzel Scholz am Theater an der Wien uraufgeführt.

## Vis Comica

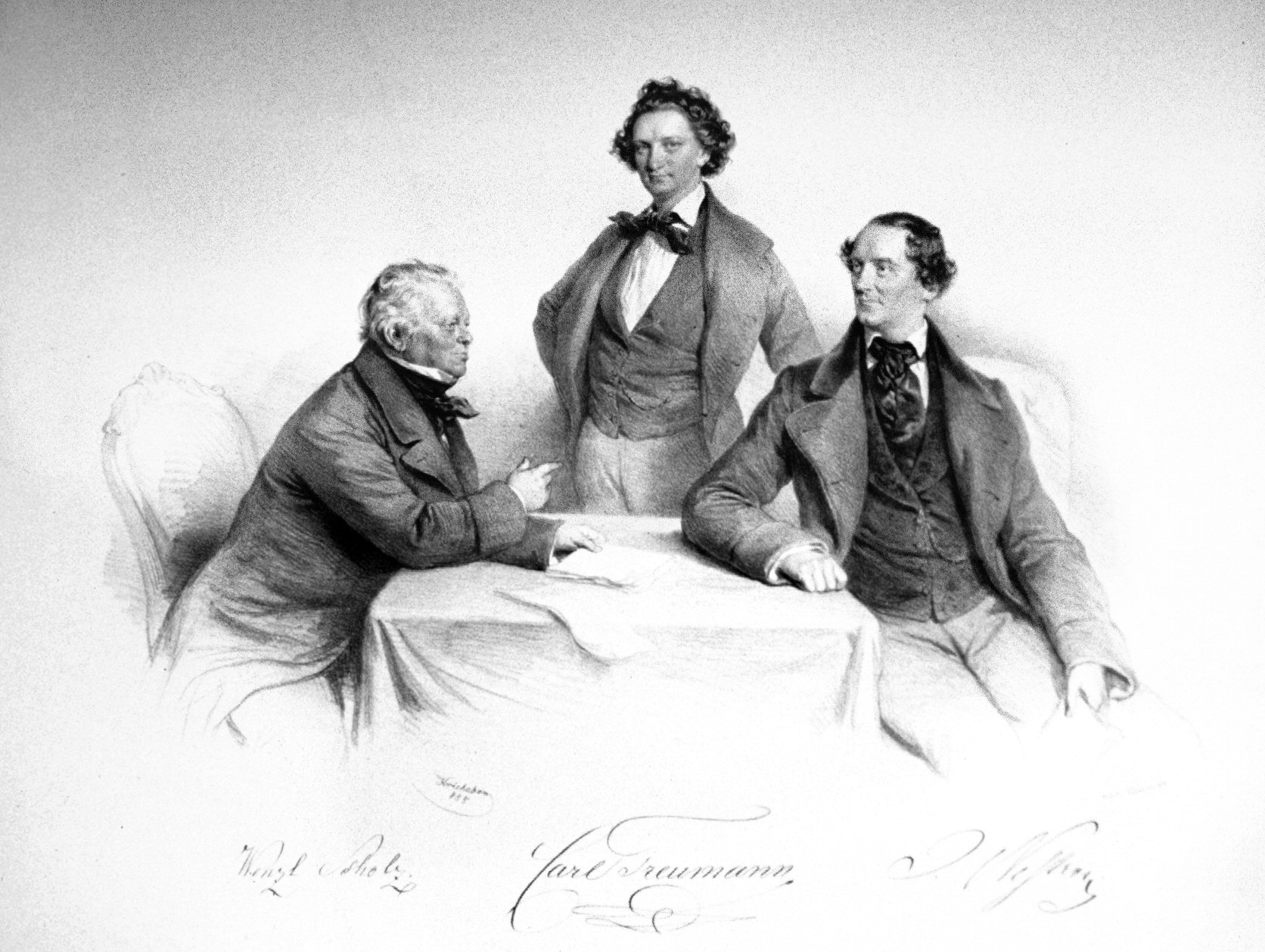
Karl Treumann mit Wenzel Scholz und Johann Nestroy, Lithographie von Josef Kriehuber, 1855

Scholz war in seiner Komik der letzte Vertreter einer in der Nachfolge von Hanswurst stehenden naiven Burleskkomik. Erst in Scholz’ Spätzeit kam es zu einer Zurücknahme der drastischen komischen Mittel zugunsten einer stärkeren Verinnerlichung und psychologischen Vertiefung, wie in der Rolle des idealistischen Landarztes Gabriel Brunner in Nestroys Spätwerk Kampl (1852), der Liebes- und Erbschaftssachen vom Hochadel bis zum Schlosser mit brillanten Bonmots, Metaphern und Raisonnements ins Lot bringen möchte und als ordnende Instanz auf der Seite der Loyalität und des guten Charakters kämpft.
Trotz seiner Adipositas stand Scholz aber ein hoher Grad an Agilität zur Verfügung. Zeitgenossen berichten von einem waghalsigen Luftsprung, einer Pirouette, die Wenzel Scholz noch in fortgeschrittenem Alter in Nestroys Posse Der Unbedeutende vollführte und die das Publikum zu Ovationen und so genannten „Hervorrufen“ (Applaus) veranlasste.
Der Wiener Hofschauspieler Karl Ludwig Costenoble schrieb über Scholz: „Der Mensch hat eine unaussprechliche Kraft! Er kann die fadesten Sachen drei- und viermal wiederholen – sie werden nie langweilig, im Gegenteil, er trägt einen und denselben Einfall oder eine Bemerkung so verschieden in seinen Tonarten vor, daß die Lachlust immer gesteigert wird.“ In seinem Genre war Scholz unerreicht, bis sich in Josef Matras ein ebenbürtiger Nachfolger fand.
Am 28. März 1856 wurde im Carl-Theater der anonyme Einakter Wenzel Scholz und Die chinesische Prinzessin als Benefizstück anlässlich des 70. Geburtstages von Wenzel Scholz aufgeführt. Scholz sucht darin vergeblich nach einem Autor, der für ihn ein Stück schreibt, und erhält ein Paket, das nur leere Bögen enthält. Er entschließt sich mit Hilfe von ein paar Flaschen Wein, die ihn „beflügeln“ sollen, selbst das Stück zu schreiben und schläft darüber ein. Der Traum führt ihn nach China, wo er eine Prinzessin heiraten und, als Komödiant entlarvt, sein Leben verlieren soll. Gerade noch rechtzeitig wird er geweckt und hat somit den gesuchten Stoff für sein Stück.
Dieser Einakter ist Zeugnis für die Zusammenarbeit des berühmten Komikerquartettes Johann Nestroy, Wenzel Scholz, Karl Treumann und Louis Grois am Carltheater an einem Wendepunkt von der Possenkomik des Alt-Wiener Volkstheaters, die mit Wenzel Scholz zu Ende ging, zur ‚neuen‘ Komik nach 1850 auf dem Weg zur Operette.
Karl Haffner machte Scholz zum Helden eines Dramas (Wenzel Scholz, ein Genrebild aus dem Künstlerleben mit Gesang und Tanz in drei Akten, 1858) und eines Volksromans.

## Privatleben
Wenzel Scholz war zweimal verheiratet. Aus der ersten Ehe mit Antonia Rupp, Tochter eines Buchdruckers, stammten die zwei Söhne Eduard († 1844 mit 34 Jahren), Anton († 1846, Selbstmord) und die zwei Töchter Josephine Leeb (Majorsgattin) und Karoline von Franck (Majorsgattin, verheiratet mit Alfred Ritter von Franck), die beide eine mittelmäßige Schauspielkarriere einschlugen. Die Ehe soll nicht glücklich gewesen sein, da seine Frau eine Verschwenderin war. Nach dem Tod seiner ersten Ehefrau im Jahre 1844 vermählte sich Scholz sechs Jahre später in vorgerücktem Alter zum zweiten Mal, mit Therese Miller. Diese zweite Ehe blieb kinderlos. Ein außereheliches Kind Scholz’ ist nachweisbar.
Privat war Scholz ernst und wortkarg und nur dem Tabakrauchen und dem Kartenspiel zugetan, bei dem er zwar regelmäßig verlor, dies jedoch mit großem Gleichmut, obwohl es ihn in große finanzielle Nöte stürzte. Direktor Carl Carl wusste Scholz’ finanzielle Calamitäten geschickt durch Vorschüsse, Darlehen, Kauf seiner Benefiz-Vorstellungen und dergleichen mehr auszubeuten, erst unter Nestroys Direktion erhielt Scholz auch eine entsprechende Entlohnung.
Scholz war der Einzige, den Direktor Carl Carl in seinem Testament mit einer ansehnlichen Summe als Pension bedachte. Dennoch versagte dieser ihm den Wunsch, an das k.k. Hofburgtheater zu gehen, was damals die Krönung einer Schauspielerkarriere bedeutete.
Im Alter von 70 Jahren starb Wenzel Scholz nach kurzer Krankheit. Zeitzeugen berichten von enormer Teilnahme am Begräbnis, Zehntausende Wiener sollen ihm das letzte Geleit zum alten Friedhof in Dornbach gegeben haben, hunderte Equipagen folgten dem Sarg. Johann Nestroy, sein langjähriger Freund und Partner, verreiste jedoch, um nicht am Begräbnis teilnehmen zu müssen, da er den Gedanken an den Tod nicht ertragen konnte. Im Jahr 1900 wurde Scholz’ Leichnam auf Betreiben seiner Enkelin exhumiert und in Traunkirchen wiederbestattet.
Wenzel Scholz ist auf dem Eisernen Vorhang des Theaters an der Wien neben Nestroy und Raimund und Mozarts Zauberflöte verewigt.
Die Scholzgasse im 2. Wiener Bezirk beim Augarten wurde 1874 nach Wenzel Scholz benannt.